# Dipleurinodes nigra
Dipleurinodes nigra là một loài bướm đêm trong họ Crambidae.